# آرامستان دولاب
گورستان دولاب یا آرامستان دولاب یکی از گورستان‌های مرتبط با دین مسیحیت در جنوب شرقی تهران است. این گورستان پیش‌تر در محدوده زمین‌های کشاورزی روستای قدیمی دولاب در شرق تهران قرار گرفته بود، اما اکنون، میان محله‌ای مسکونی به همین نام جای دارد.
این گورستان با مساحت بیش از ۷۵ هزار متر مربع شامل شش بخش مجزا می‌باشد که عبارتند از:
1. ارامنه
2. ارتدکس شرقی (روس‌ها، گرجی‌ها و یونانی‌ها)
3. کاتولیک رومی
4. ارتدکس ارمنی
5. آشوری‌ها
6. لهستانی‌ها

داستان این گورستان به سال ۱۸۵۵ بازمی‌گردد که پیکر دکتر لویی آندره ارنست کلوکه، پزشک محمدشاه و ناصرالدین‌شاه قاجار در محلهٔ دولاب تهران به خاک سپرده شد و راه برای خاکسپاری درگذشتگان کاتولیک در تهران هموار شد. پیکر دکتر کلوکه را در سال ۱۸۵۵ در زمینی در محله دولاب تهران در نزدیکی گورستان ارمنیان خاک کردند و بعدها آرامگاهی گنبددار بر آن ساختند. آخرین تدفین در سال ۱۳۷۵ خورشیدی صورت گرفته‌است. بخش ارامنه این آرامستان، یکی از قدیمی‌ترین آرامستانهای ارامنه تهران می‌باشد که مساحت آن بالغ بر ۴۷ هزار متر مربع می‌باشد. سنگ قبرهای این آرامستان نقوشی ویژه و معماری منحصر به فردی دارند. کلیسای کوچکی نیز (مادور) در محوطه این آرامستان قرار دارد. مالکیت و مدیریت گورستان دولاب، افزون بر خلیفه‌گری ارامنه تهران در اختیار برخی سفارتخانه‌های خارجی است؛ زیرا در آن‌جا افرادی با ملیت‌های گوناگون روسی، گرجی، فرانسوی، یونانی و لهستانی به خاک سپرده شده‌اند. یکی از مهم‌ترین بخش‌های گورستان دولاب، بخش لهستانی‌هاست که در آن شماری از آوارگان لهستانی جنگ جهانی دوم که به ایران پناه آورده بودند و پیش از بازگشت به کشورشان از دنیا رفتند، دفن شده‌اند.
گورستان دولاب در اتوبان شهید محلاتی (آهنگ)، خیابان دهم فرودین، میدان امام حسن، شمال خیابان پاسدار گمنام، فی‌مابین خیابان شهید رضایی تاجری از غرب، خیابان مستفیذ از شمال، املاک مسکونی از شرق و گلخانه‌های خیابان پاسدار گمنام از جنوب واقع شده‌است.

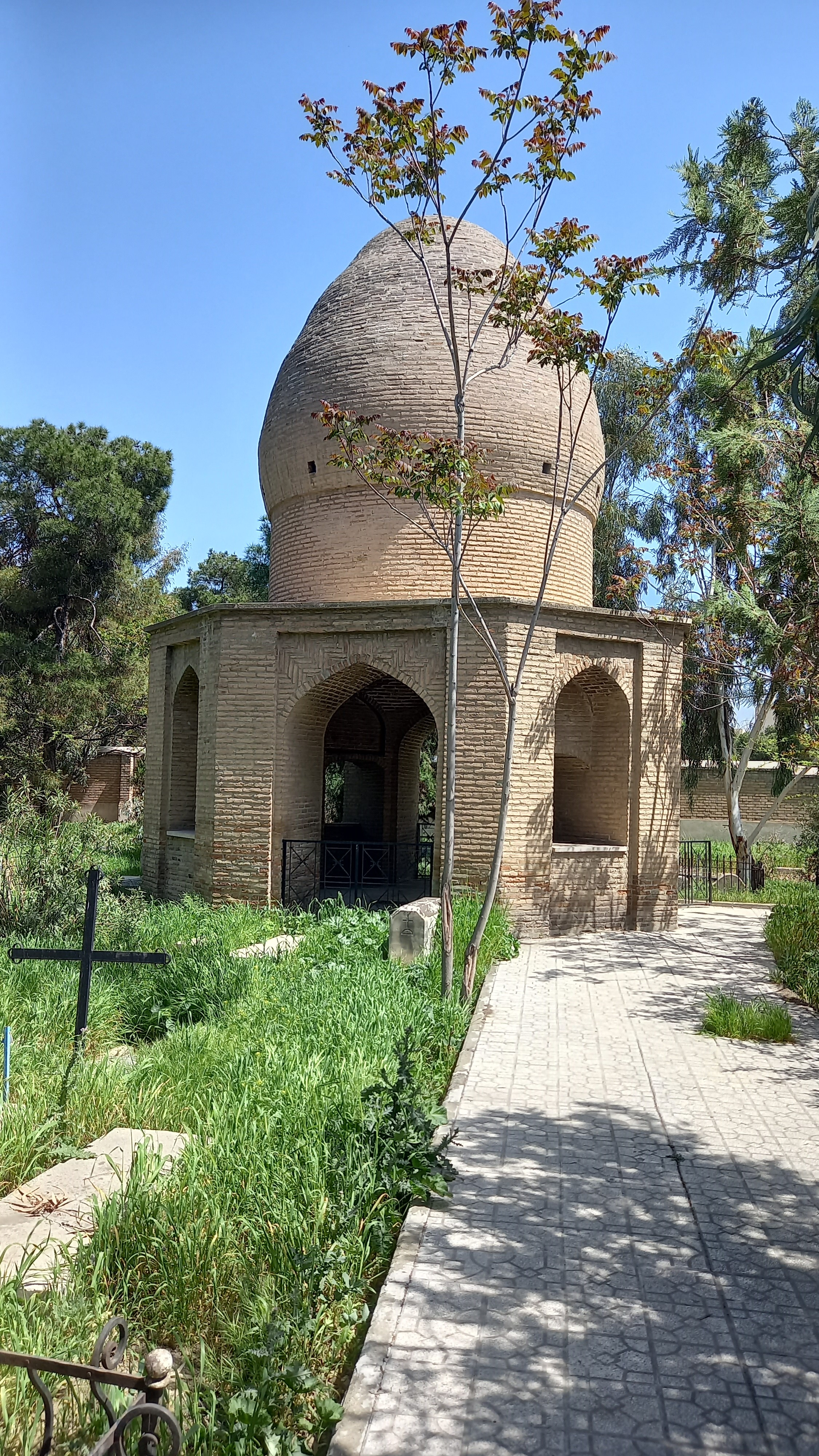
سنگ مزار لویی آندره ارنست کلوکه

## مشاهیر دفن شده در این آرامستان

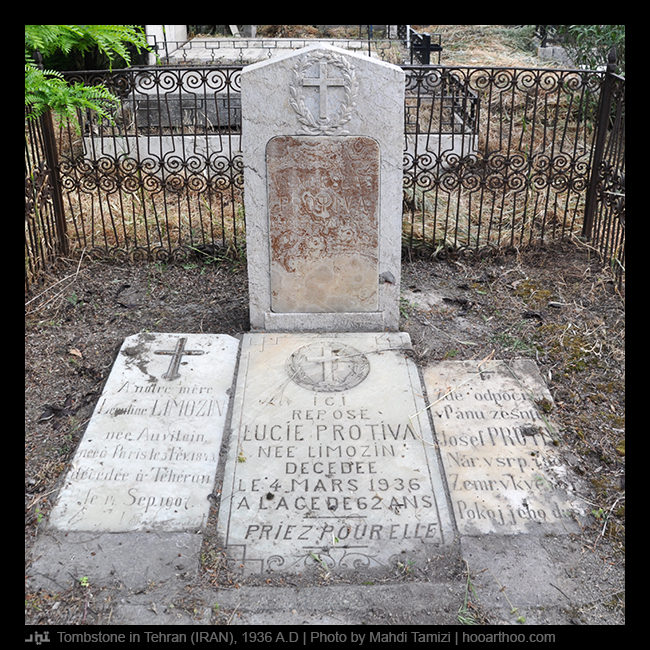
سنگ آرامگاه فرانسوی ها در گورستان دولاب تهران.

- سنگ آرامگاه فرانسوی ها در گورستان دولاب تهران.ژوزف دزیره تولوزان، (زاده ۱۸۲۰ – درگذشته ۱۸۹۷ میلادی) پزشک فرانسوی ناصرالدین‌شاه قاجار
- لویی آندره ارنست کلوکه، (زاده ۱۱ اکتبر ۱۸۱۸– درگذشته اکتبر ۱۸۸۵) پزشک مخصوص دربار قاجار، اهل فرانسه
- آرام گارونه[۳] (زاده ۱۲۸۴ – درگذشته ۱۳۵۳)، اولین کارگردان، شاعر، نویسنده و روزنامه‌نگار ارمنی
- اوانس اوگانیانس[۳] (زاده ۱۲۷۹ یا ۱۲۸۰ – درگذشته ۲ تیر ۱۳۴۰)، اولین کارگردان سینمای ایران و همچنین بانی اولین مدرسه بازیگری در ایران
- ولادیسلاو هورودکی، (زاده ۲۳ مهٔ ۱۸۶۳ – درگذشته ۳ ژانویه ۱۹۳۰) معمار اهل لهستان
- وارطان سالاخانیان، (زاده ۶ بهمن ۱۳۰۹، تبریز - درگذشته ۱۸ اردیبهشت ۱۳۳۳، تهران) از فعالان حزب توده ایران
- آنتوان سوروگین (اواخر ۱۸۳۰ م، ۱۲۰۹ خورشیدی) در سفارت شوروی در تهران - درگذشت ۱۹۳۳م، ۱۳۱۲ خورشیدی) در تهران)، عکاس گرجی و روس تبار حاضر در ایرانِ عصر قاجار
- نیکلای مارکف (به روسی: Николай Марков) (زادهٔ ۹ ژانویه ۱۸۸۳ میلادی در تفلیس - درگذشتهٔ ۱۹ نوامبر ۱۹۵۷ در تهران)، معمار روس‌تبار مقیم ایران
- آلفرد ژان باتیست لومر، (زاده ۱۲۲۰ خورشیدی - درگذشته ۴ اسفند ۱۲۸۵) موسیقی‌دان نظامی فرانسوی در زمان پادشاهی ناصرالدین‌شاه قاجار
- کنت دومونت فرت، (زاده ۱۸۷۸، ناپل - درگذشته ۱۹۱۶، تهران) پایه‌گذار و نخستین رئیس نظمیه (پلیس شهری) تهران در دوره قاجار
- شاهین سرکیسیان،[۳] پایه‌گذار تئاتر مدرن در ایران
- سهراب ساگینیان،[۳] نماینده ارامنه در دوره‌های اول، دوم، پنجم و سیزدهم مجلس شورای ملی
- مارکار قرابگیان،[۳] شاعر و نقاش
- اسرائیل ساهاکیان،[۳] بانی مدرسه